# Munichie
Munichie (en grec : Μουνιχία) ou Munychie (Μουνυχία) est le nom antique d’une colline du Pirée actuellement appelée Kastélla (Καστέλλα). Elle tient son nom du roi mythique Munichos. Elle a donné son nom à l'un des ports du Pirée, actuellement nommé Mikrolímano ().

## Histoire
Elle fut habitée dès l'Antiquité, et abrite les grottes d'Erotókritos et du Serangeion, traditionnellement associés aux Minyens. Elle fut fortifiée entre autres par le tyran Hippias puis par Thémistocle. Elle est le théâtre d'un affrontement entre les démocrates et les Trente tyrans en 403. L'identification avec la colline de Kastélla n'a été faite qu'au XIXe siècle ; auparavant on pensait que le nom désignait une autre éminence de la péninsule du Pirée, à la suite d'une erreur dans l'identification des différents ports : le port de Munychie était ainsi confondu avec celui de Phalère, tandis que le port de Zéa était appelé Munychie.

## Monuments
Elle abritait le temple d'Artémis Munichia, en l'honneur de laquelle étaient célébrées les Munichies, le temple de Bendis, en l'honneur de laquelle étaient célébrées les Bendideia, ainsi qu'un théâtre.

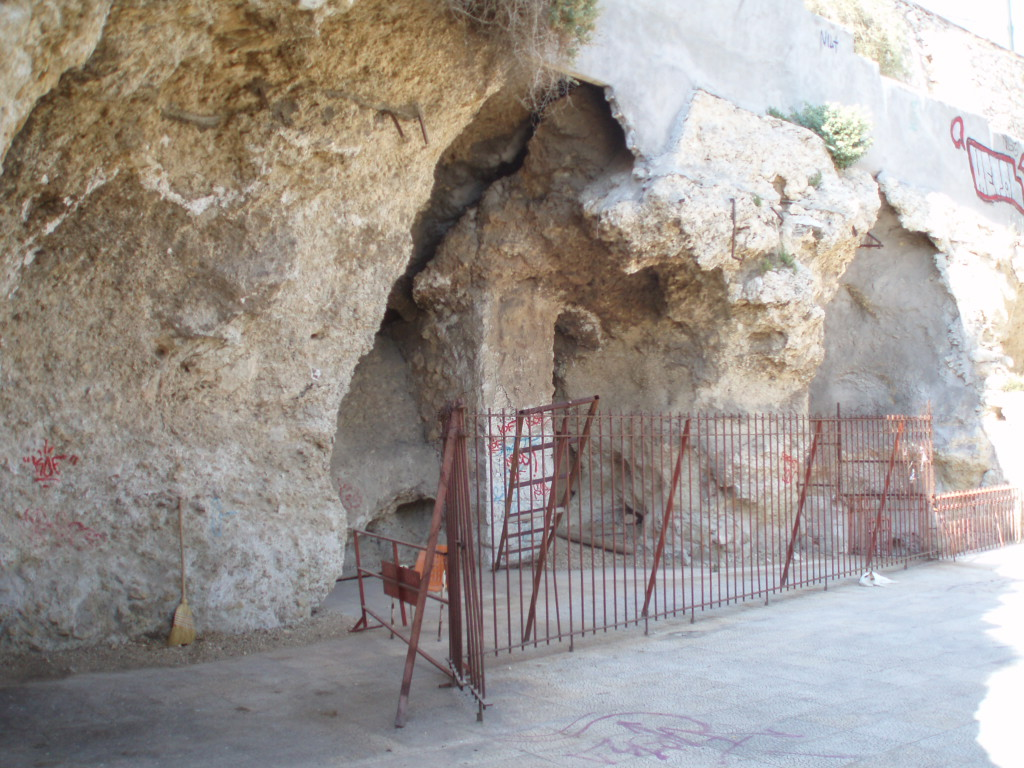
Entrée du Sérangeion